# جورج روبنسون (لاعب كريكت)
جورج روبنسون (21 يناير 1921 في أستراليا - 12 مارس 1999) (بالإنجليزية: George Robinson)‏ هو لاعب كريكت أسترالي. لعب مع فريق غرب أستراليا للكريكت ‏.

## وصلات خارجية
- جورج روبنسون (لاعب كريكت) على موقع إي آس بي آن كريك إنفو (الإنجليزية)